# Air Algérie Cargo
Air Algérie Cargo (code AITA : AH ; code OACI : DAH) est une filiale d'Air Algérie chargée de son activité fret.

## Historique

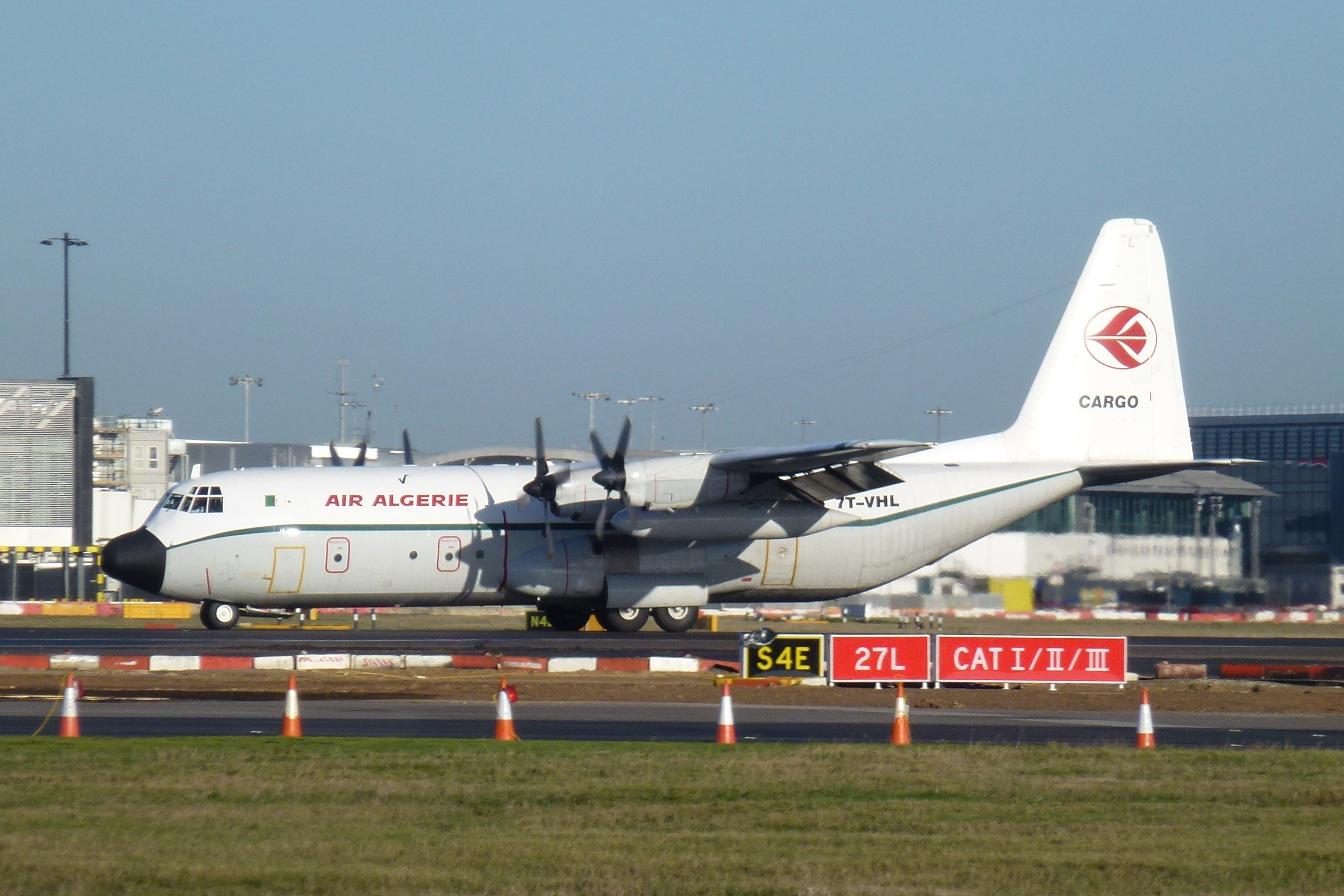
Un Lockheed L-100-30T Hercules 7T-VHL d'Air Algérie Cargo.

Air Algérie Cargo a été créée en 2016, elle est la filiale de la compagnie Air Algérie et dispose de 2 appareils ainsi que de 3 appareils modulables. En desservant directement Alger et Oran et en offrant aux exportateurs et importateurs régionaux de nouvelles capacités plus loin en Afrique, grâce aux connexions via Alger sur le Sénégal et la Mauritanie. Air Algérie Cargo dessert aussi  la Côte d’Ivoire, le Mali, le Niger, le Burkina Faso, le Moyen-Orient, le reste de l'Europe et de l'Afrique.
Air Algérie Cargo compte plusieurs centres de fret dans les aéroports d'Oran, Constantine, Annaba, Hassi Messaoud, El Oued et Biskra, utilisés dans l'exportation.

## Chiffres
Les opérations de fret aérien effectuées par Air Algérie Cargo ont connu une croissance considérable en 2018, une augmentation de près de 158 % par rapport à 2017, en passant de plus de 300 000 tonnes transportées en 2017 à plus de 800,000 tonnes en 2018.
Les opérations de fret ont enregistré une croissance de près de 161 % pour les vols réguliers et 7 % pour les vols mixtes durant la même période.
Durant le premier semestre de 2019, la compagnie a transporté un total de 8 990 tonnes de marchandise, contre 19 028 tonnes durant la même période de 2018.

## Destinations
Air Algérie Cargo possède plusieurs types de lignes, des lignes spécifiques pour le cargo et le fret, des lignes mixtes qui s'étendent à l'ensemble du réseau d'Air Algérie et qui utilise par conséquent les soutes des autres appareils de la compagnie, ainsi que les vols charters type cargo.
- France : Lyon, Marseille, Paris Orly, Paris Charles de Gaulle, Metz-Nancy, Toulouse, Lille,
- Espagne : Madrid, Barcelone, Alicante
- Italie : Milan, Rome
- Allemagne : Munich, Francfort
- Royaume-Uni : Londres Heathrow
- Belgique : Bruxelles
- Sénégal : Dakar
- Côte d'Ivoire : Abidjan
- Mauritanie : Nouakchott
- Niger : Niamey
- Burkina Faso : Ouagadougou
- Algérie : Alger, Oran, Annaba, Hassi-Messaoud, Constantine

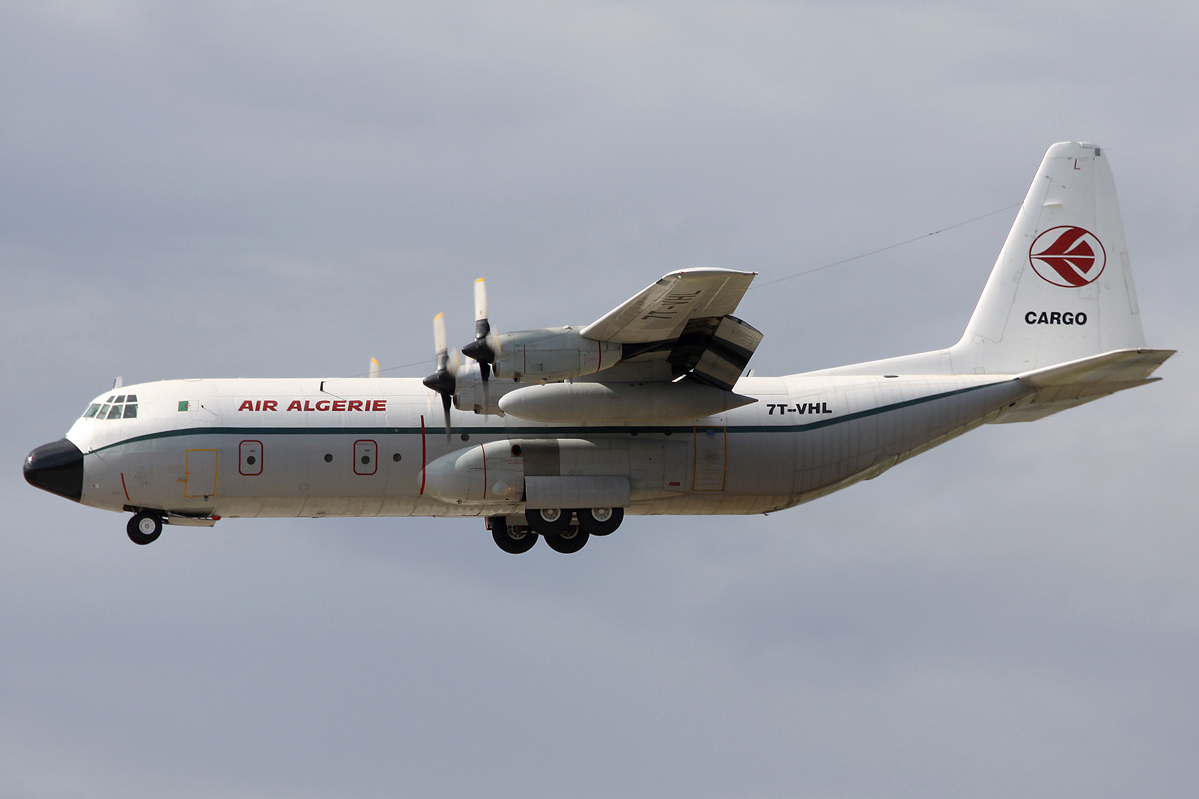
Air Algérie Cargo L-100 -30 Hercules 7T-VHL.

- Turquie : Istanbul
- Hongrie : Budapest

## Flotte
La compagnie cargo possède 2 avions ainsi que de 2 avions modulables.
En effet les 2 Boeing 737-700QC sont modulables et peuvent autant être en configuration cargo qu'en configuration classique et ce selon les besoins de la compagnie. De plus, Air Algérie Cargo commercialise des vols cargo grâce à l'espace disponible à bord des soutes des avions de sa compagnie mère Air Algérie.
Anciens appareils :
- Boeing 737-200C
- Lockheed L-100-30 Hercules

### Groupe Air Algérie
- Air Algérie
- Air Algérie Catering